# Craterocephalus centralis
Craterocephalus centralis és una espècie de peix pertanyent a la família dels aterínids.

## Descripció
- Pot arribar a fer 7,5 cm de llargària màxima.[5][6]

## Reproducció
Té lloc probablement durant els mesos més càlids.

## Alimentació
És omnívor.

## Hàbitat
És un peix d'aigua dolça, bentopelàgic i de clima tropical.

## Distribució geogràfica
Es troba a Austràlia: el sud del Territori del Nord.

## Observacions
És inofensiu per als humans.